# Adenanthos
- Commons
- Wikispecies

Adenanthos é um género botânico pertencente à família Proteaceae.

## Espécies
- Adenanthos acanthophyllus
- Adenanthos apiculatus
- Adenanthos argyreus
- Adenanthos barbigerus.
- Adenanthos cacomorphus
- Adenanthos cuneatus
- Adenanthos × cunninghamii
- Adenanthos cygnorum
- Adenanthos detmoldii
- Adenanthos dobagii
- Adenanthos dobsonii
- Adenanthos drummondii
- Adenanthos ellipticus
- Adenanthos eyrei
- Adenanthos filifolius
- Adenanthos flavidiflorus
- Adenanthos forrestii
- Adenanthos glabrescens
- Adenanthos gracilipes
- Adenanthos ileticos
- Adenanthos intermedius
- Adenanthos intricatus
- Adenanthos labillardierei
- Adenanthos linearis
- Adenanthos macropodianus
- Adenanthos meisneri Lehm.
- Adenanthos obovatus
- Adenanthos oreophilus
- Adenanthos × pamelus
- Adenanthos pungens
- Adenanthos sericeus
- Adenanthos strictus
- Adenanthos teges
- Adenanthos terminalis
- Adenanthos velutinus
- Adenanthos venosus